# Stråkanäsberget
Stråkanäsberget este o arie protejată (arie specială de conservare — SAC, sit de importanță comunitară — SCI) din Suedia întinsă pe o suprafață de 149,7 ha, integral pe uscat.

## Localizare
Centrul sitului Stråkanäsberget este situat la coordonatele 65°50′32″N 23°00′35″E / 65.8423°N 23.0096°E.

## Înființare
Situl Stråkanäsberget a fost declarat sit de importanță comunitară în aprilie 2004 pentru a proteja 2 specii de plante. Situl a fost protejat și ca arie specială de conservare în martie 2011.

## Biodiversitate
Situată în ecoregiunea boreală, aria protejată conține 5 habitate naturale: Păduri caducifoliate de mlaștină fino-scandinave, Turbării Aapa, Mlaștini împădurite, Mlaștini turboase de tranziție și turbării mișcătoare, Taiga vestică.
La baza desemnării sitului se află mai multe specii protejate de  plante (2): Calypso bulbosa, papucul doamnei (Cypripedium calceolus).